# Веймар
Ве́ймар (нем. Weimar [ˈvaɪmaɐ̯) — город окружного подчинения в Германии, в федеральной земле Тюрингия. Население — 65,2 тысячи человек (2010).

## История
Впервые Веймар упоминается в документах середины X века. С 946 по 1364 годы существовало графство Веймар-Орламюнде.
В 1573 году при разделе наследственных земель Веттинов Веймар становится главным городом герцогства Саксен-Веймар, которое после объединения с Саксен-Эйзенахом в 1815 году получило статус великого герцогства. Формально это государство просуществовало до 1918 года.
Во второй половине XVIII века двор веймарских герцогов — крупнейший центр германского Просвещения. В 1775—1832 гг. здесь жил Гёте, с 1799 по 1805 год — Фридрих Шиллер. Здесь прожил свои последние три года Ф. Ницше.
Также в 1708—1717 гг. в городе проживал вместе со своей семьёй, играл и сочинял музыку Иоганн Себастьян Бах.
В XIX веке здесь была выведена веймарская легавая порода собак.
В 1919 году в Веймаре Национальное учредительное собрание приняло новую конституцию страны. Благодаря этому период истории Германии с 1919 по 1933 годы получил название Веймарской республики.
В 1920 году Веймар вошёл в состав вновь образованной земли Тюрингия и оставался её столицей до 1946 года.
В 1937 году неподалёку от Веймара нацистским режимом был создан концентрационный лагерь Бухенвальд; с конца 1930-х по 1945 годы в Бухенвальде было уничтожено более 56 тысяч человек из общего числа 250 тысяч заключённых.
В годы нацизма в Веймаре проходило ежегодное пропагандистское Веймарское собрание поэтов, где помимо немцев участвовали представители союзных Германии стран и коллаборационисты.
В апреле 1945 Веймар был взят американскими войсками и в июле 1945 передан в советскую зону оккупации Германии. После прихода советских войск здесь был организован лагерь для интернированных; за пять лет в нём умерло (по разным причинам) 7113 человек.
В 1949 году Веймар вошёл в состав Германской Демократической Республики. С 1952 года относился к административному округу Эрфурт. С 1990 года после объединения Германии вновь входит в состав федеральной земли Тюрингия.

## Достопримечательности
- Национальный театр
- Библиотека Анны Амалии
- Национальный музей Гёте
- Садовый домик Гёте
- Жилой дом Шиллера (дом-музей)
- Городской замок
- Замок и парк Бельведер
- Замок и парк Тифурт
- Замок и парк Эттерсбург
- Римский дом
- Дом Ф. Листа
- Архив Ф. Ницше
- Архив Гёте и Шиллера
- Историческое кладбище с православной церковью Марии Магдалины
- Отель «Элефант»
- Мемориал Бухенвальд
- Дом Анны Михайловой
- Памятник Пушкину
- Университет строительства и художественного конструирования Баухаус[нем.]
- Советское военное кладбище в парке у замка Бельведер.
- Веймарский луковый рынок

## Палеоантропология
В 3 км южнее Веймара, близ деревни Эрингсдорф, на левом берегу реки Ильм в каменоломне Кемпфе (I) и Фишера (II) найдены неандертальцы ранней атипичной группы «Эрингсдорф». Низкие травертины, где были найдены неандертальцы, отнесены ко времени 7-й изотопной стадии, а верхние травертины — к 5-й изотопной стадии (эемское межледниковье). Фауна и флора нижних травертинов значительно отличаются от фауны и флоры верхних травертинов и в некоторых отношениях переходны к травертинам из местонахождения к коммуне Бильцингслебен возрастом 228 +17/−12 тыс. лет назад.